# Difenoksylat
Difenoksylat (łac. diphenoxylatum) – organiczny związek chemiczny z grupy opioidów, syntetyczna pochodna petydyny stosowana w objawowym leczeniu biegunki, pozbawiona działania przeciwbólowego. W wątrobie ulega za pośrednictwem izoenzymów cytochromu P450 metabolizmowi do kwasu difenoksylowego, głównego metabolitu powstałego na drodze hydrolizy, który także wykazuje silne działanie przeciwbiegunkowe.
Wykazuje silne działanie osłabiające perystaltykę jelita cienkiego i okrężnicy (pod tym względem znacznie wyraźniejsze niż morfina) oraz wydłuża czas pasażu treści pokarmowej poprzez pobudzenie receptorów opioidowych w zwojach śródściennych jelit. Lek częściowo wchłania się z przewodu pokarmowego po podaniu doustnym i może działać także ośrodkowo, jeśli zostaną przekroczone dobowe dawki zalecane w objawowym leczeniu biegunek (5–20 mg/24 h). Działanie ośrodkowe jest, w przeciwieństwie do loperamidu, ułatwione przez to, że lek nie wchodzi do krążenia wątrobowo-jelitowego. Do dostępnego w Polsce preparatu Reasec zawierającego difenoksylat dodaje się niewielkie ilości atropiny (w postaci siarczanu, 0,025 mg na tabletkę). Ma to na celu odstraszenie potencjalnych amatorów rekreacyjnego użycia tego opioidu, będącego analogiem petydyny, poprzez pojawienie się objawów atropinowych (zamglone widzenie, suchość w jamie ustnej itp.). Atropina może ponadto działać synergetycznie, zmniejszając perystaltykę i wydzielanie soku jelitowego.

## Wskazania do stosowania
- objawowe leczenie ostrej i przewlekłej biegunki różnego pochodzenia
- w celu zmniejszenia ilości płynu kałowego po ileostomii i kolostomii

W każdym przypadku, o ile jest to możliwe, należy dążyć do zastosowania leczenia przyczynowego. Difenoksylat należy podawać wyłącznie w celu objawowego leczenia biegunki.

## Przeciwwskazania
- nadwrażliwość na difenoksylat lub atropinę
- wiek poniżej 5 lat
- pacjenci, u których przeciwwskazane jest stosowanie środków o działaniu antycholinergicznym (np. u pacjentów z jaskrą z wąskim kątem przesączania, przerostem gruczołu krokowego, okrężnicą olbrzymią, częstoskurczem, u dzieci z astmą oskrzelową)
- ostra czerwonka przebiegająca ze smolistymi stolcami i wysoką gorączką
- leczenie żółtaczki mechanicznej, ostrego wrzodziejącego zapalenia jelita grubego, rzekomobłoniastego zapalenia jelita grubego wywołanego podaniem antybiotyków o szerokim spektrum działania
- leczenie biegunek wywołanych bakteriami wytwarzającymi endotoksyny (np. toksynotwórczymi szczepami z gatunku E. coli, Salmonella, Shigella)
- pacjenci z ostrym cholestatycznym zapaleniem wątroby oraz ciężką marskością wątroby

## Środki ostrożności
- U pacjentów z ostrą biegunką, u których złagodzenie objawów nie nastąpi w ciągu 48 h od rozpoczęcia terapii, podawanie preparatu należy przerwać.
- W przypadku utraty przez pacjenta płynów i elektrolitów (zwłaszcza u dzieci), należy rozważyć konieczność ich uzupełnienia.
- Małe dzieci mogą wykazywać szczególną wrażliwość na difenoksylat (zahamowanie czynności oddechowej).
- Ostrożnie u osób uzależnionych od leków, pacjentów z zaburzeniami czynności wątroby.
- Jedyny zarejestrowany preparat w Polsce[4] zawiera sacharozę i laktozę – pacjenci z rzadkimi dziedzicznymi zaburzeniami związanymi z nietolerancją fruktozy i galaktozy, nietolerancją laktazy typu Lappa, zespołem złego wchłaniania glukozy-galaktozy oraz niedoborem sacharazy-izomaltazy nie powinni przyjmować tego produktu leczniczego.
- Preparat zawiera również atropinę, którą dodano aby zapobiec przypadkom nadużywania leku.

## Interakcje
Difenoksylat nasila działanie leków i środków działających depresyjnie na ośrodkowy układ nerwowy – np. barbituranów, alkoholu.
Przyjmowanie leku może powodować wydłużenie okresu półtrwania leków, których eliminacja zależy od aktywności enzymów układu mikrosomalnego wątroby.

## Działania niepożądane
- reakcje nadwrażliwości (wysypka skórna)
- ból brzucha, głowy
- wzdęcie, zaparcie, nudności, wymioty
- senność lub niepokój ruchowy, zawroty głowy

## Dawkowanie
Biegunka ostra:
Dorośli: 2,5–5 mg trzy razy na dobę, w wyjątkowych przypadkach maksymalnie 5 mg cztery razy na dobę. W przypadku łagodnej biegunki 2,5 mg dwa razy na dobę, rano i wieczorem, przed posiłkiem.
Dzieci do 5 lat: 1,25–2,5 mg trzy razy na dobę.
Biegunka przewlekła:
Dorośli: 2,5 mg dwa razy na dobę.
Dzieci do 5 lat: 1,25–2,5 mg na dobę.

## Przedawkowanie
Przypadkowe przedawkowanie leku może wywołać objawy przypominające ostre toksyczne działanie środków narkotycznych, np. zwężenie źrenic, zahamowanie czynności oddechowej, senność lub pobudzenie.
W przypadku zahamowania czynności oddechowej należy podać nalokson jako swoiste antidotum:
Dorośli: 0,4mg naloksonu we wstrzyknięciu dożylnym.
Dzieci: 0,01mg/kg m.c. naloksonu we wstrzyknięciu dożylnym.
W razie konieczności, podawanie antidotum można powtarzać co 2–3 minuty, aż do przywrócenia czynności oddechowej.
Objawy przedawkowania mogą wystąpić dużo później, nawet od 12 do 30 godzin po przedawkowaniu. Jeśli pacjent nie znajduje się w stanie śpiączki, można wykonać płukanie żołądka i podać węgiel aktywny.

## Preparaty
Dostępne w Polsce preparaty złożone:
- Reasec (Gedeon Richter) – tabletki, 2,5 mg chlorowodorku difenoksylatu + 25 μg siarczanu atropiny.

## Synteza chemiczna
Difenoksylat otrzymywany jest w reakcji alkilacji estru etylowego kwasu 4-fenylopiperydyno-4-karboksylowego z 4-bromo-2,2-difenylobutyronitrylem w obecności węglanu sodu.